# Веселовський сільський округ
Весело́вський сільський округ (каз. Веселовка ауылдық округі, рос. Веселовский сельский округ) — адміністративна одиниця у складі Глибоківського району Східноказахстанської області Казахстану. Адміністративний центр — село Веселовка.
Населення — 1195 осіб (2021; 1439 у 2009, 1791 у 1999, 1991 у 1989).
Станом на 1989 рік існувала Веселовська сільська рада (села Веселовка, Зарічне).

## Склад
До складу округу входять такі населені пункти:
| Населений пункт | Старі назви | Населення, осіб (1989) | Населення, осіб (1999) | Населення, осіб (2009) | Населення, осіб (2021) |
| --------------- | ----------- | ---------------------- | ---------------------- | ---------------------- | ---------------------- |
| Веселовка, село | -           | 1695                   | 1487                   | 1129                   | 934                    |
| Зарічне, село   | -           | 296                    | 304                    | 310                    | 261                    |